# Cam Tuyền
Cam Tuyền là một xã thuộc huyện Cam Lộ, tỉnh Quảng Trị, Việt Nam.

## Địa lý
Xã Cam Tuyền có diện tích 103,3 km², dân số năm 1999 là 4.813 người, mật độ dân số đạt 47 người/km².

## Hành chính
Xã Cam Tuyền được chia thành 10 thôn: An Mỹ, An Thái, Ba Thung, Bản Chùa, Bình Mỹ, Đâu Bình, Tân Hiệp, Tân Hòa, Tân Lập, Tân Quang.

## Lịch sử
Năm 1986, sáp nhập vào xã Cam Thành các thôn Quật Xá, Tân Mỹ, Tân Định, Phước Tuyền, An Hưng, Phan Xá, Tân Tường và Cam Phú của xã Cam Tuyền; sáp nhập vào xã Cam Tuyền các thôn Bắc Bình, An Thái, An Mỹ và Bích Lộ của xã Cam Thành (theo Quyết định số 72/1986/QĐ-HĐBT).